# 오 필승 코리아

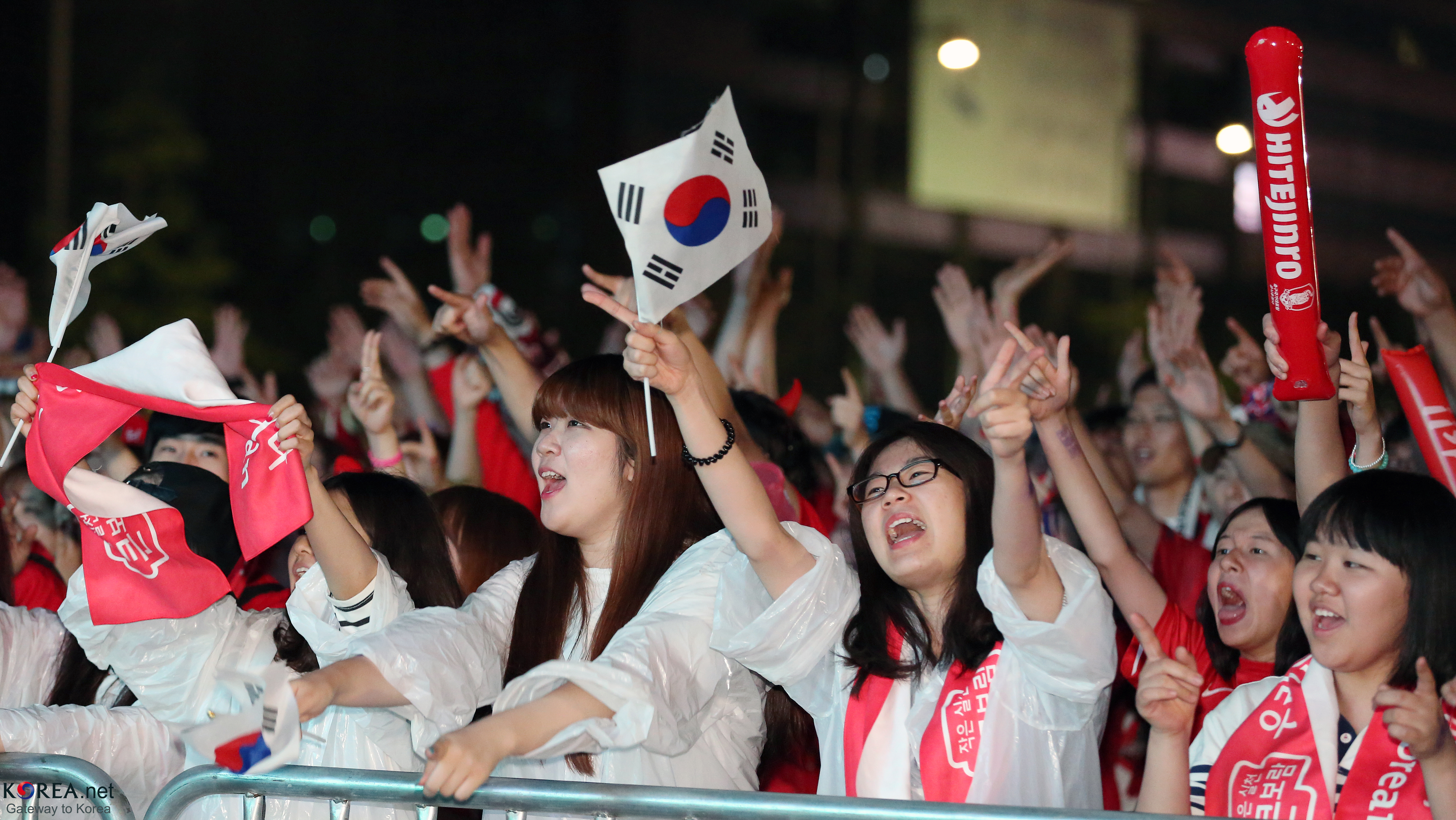

오 필승 코리아(-必勝 Korea)는 대한민국의 응원 구호 및 월드컵 응원가이다.

## 개요
오 필승 코리아의 원조는 레알 마드리드 등에서 사용하는 유럽의 축구 응원가로 특히 1996년부터 당시 KBS 위성방송에서 스페인 리그를 중계한적이 있는데 레알 마드리드 경기에서 꾸준히 흘러나왔었다.
1990년대 중후반 K리그에 서포터스 문화가 들어오고 대한민국의 부천 SK (현 제주 유나이티드 FC)서포터 헤르메스 (현 부천 FC 1995 서포터)가 이 응원가의 멜로디에 가사를 붙여 만들었고 이를 붉은악마가 1998년 FIFA 월드컵을 앞두고 현재 알려진 가사로 개사해서 대한민국 축구 국가대표팀의 응원가로 사용하기 시작하였다.
이후 2002년 FIFA 월드컵에서 붉은악마 공식응원가로 채택된 윤도현 밴드 버전이 월드컵 거리응원 열풍과 맞물리면서 대한민국의 대표적인 축구 국가대표팀 응원가가 되었다. 이후 윤도현 밴드는 국민가수 반열에 올랐다.
또한 이 노래는 크라잉넛 등이 부르기도 했다.

## 가사
오 필승 코리아 오 필승 코리아
오 필승 코리아 오오레오레
오 필승 코리아 오 필승 코리아
오 필승 코리아 오오레오레
뛰어라 내 다리야 이 세상 끝날 때까지
게 섯거라 이 세상아 내 노래 끝날 때까지
멀어지는 저 노을빛 어두워가는 세상에
노래하자 내 친구야 폭풍처럼 가자
(간주중)
뛰어라 내 다리야 이 세상 끝날 때까지
게 섯거라 이 세상아 내 노래 끝날 때까지
멀어지는 저 노을빛 어두워가는 세상에
노래하자 내 친구야 폭풍처럼 가자
문득 올려다본 하늘 붉게 물든 구름같은 내 꿈아
수 없이 반짝이는 별들 나의 가슴만 아파오게 하는데
쉴새 없이 날아드는 태클 심판은 나를 보지 못했나
순간 나는 알게 되었죠 나는 언제나 혼자요
뛰어라 내 다리야 이 세상 끝날 때까지
게 섯거라 이 세상아 내 노래 끝날 때까지
(간주중)
소라 껍질 속에 갇혀 버린 헤엄칠 수 없는 나의 바다여
나의 노래 소리 들리는가 그렇다면 나와 함께 일어나
똑같이 못 사는 세상에 버려는 나는 바보 못난이
앞뒤 가릴 것 없다 받아라 필살 오프사이더
뛰어라 내 다리야 이 세상 끝날 때까지
게 섯거라 이 세상아 내 노래 끝날 때까지
멀어지는 저 노을빛 어두워가는 세상에
노래하자 내 친구야 폭풍처럼 가자
(간주중)
오 필승 코리아 오 필승 코리아
오 필승 코리아 오 필승 코리아
뛰어라 내 다리야 이 세상 끝날 때까지
게 섯거라 이 세상아 내 노래 끝날 때까지
멀어지는 저 노을빛 어두워가는 세상에
노래하자 내 친구야 폭풍처럼 가자
뛰어라 내 다리야 이 세상 끝날 때까지
게 섯거라 이 세상아 내 노래 끝날 때까지
멀어지는 저 노을빛 어두워가는 세상에
노래하자 내 친구야 폭풍처럼 가자
내 어릴적 꿈과 같이 날던 기타여
오늘밤 나와 함께 천년의 건배를
구슬과 같은 나의 여행길에 같이 떠나자
오늘밤도 내일밤도
뛰어라 내 다리야 이 세상 끝날 때까지
게 섯거라 이 세상아 내 노래 끝날 때까지
멀어지는 저 노을빛 어두워가는 세상에
노래하자 내 친구야 폭풍처럼 가자
뛰어라 내 다리야 이 세상 끝날 때까지
게 섯거라 이 세상아 내 노래 끝날 때까지
멀어지는 저 노을빛 어두워가는 세상에
노래하자 내 친구야 폭풍처럼 가자